# Піта короткохвоста
Піта короткохвоста (Pitta brachyura) — вид горобцеподібних птахів родини пітових (Pittidae).

## Поширення
Вид поширений у Південній Азії. Мешкає в різноманітних лісах з густим підліском та наявністю галявин.

## Опис
Дрібний птах, завдовжки до 20 см. Це птахи з округлим тілом, масивною статурою, короткими крилами і хвостом, міцними ногами, великою головою з товстим дзьобом. Цей птах має зеленувато-жовті лоб, вершину і потилицю, чорну поздовжню смугу, яка з боків дзьоба досягає основи потилиці, білі брову, горло і щоки, а груди, боки і живіт бежевого кольору. Спина і крила зелені, а махові пера в основі насиченого синього кольору. Хвіст синього кольору, а гузка червона. Дзьоб чорнуватий, очі карі, ноги тілесного кольору.

## Спосіб життя
Харчується равликами, хробаками, комахами та іншими безхребетними, яких знаходить на землі в густому підліску. Сезон розмноження збігається з приходом південно-західного мусону, і тому має тенденцію змінюватися залежно від популяції, що враховується: птахи Центральної Індії демонструють репродуктивні піки в червні, тоді як на півночі Індії вони гніздяться переважно в липні-серпні. Гніздо будують серед гілок колючих чагарників на висоті 2—4 м над землею. Самиця відкладає 4—5 білих яєць з червонуватими плямами.